# Grön (Belgien)
Groen (svenska: Grön) är ett politiskt parti i Belgien. Partiet är verksamt i flamländska delen av Belgien.
Partiet bildades 1982 under namnet AGALEV. Partiet har goda relationer till Ecolo, det gröna partiet i den fransktalande delen av landet.
Grön är medlem av Europeiska gröna partiet och Gröna internationalen.